# Сюаньу (Пекин)
Район Сюаньу́ (кит. упр. 宣武区, пиньинь Xuānwǔ Qū) — бывший район городского подчинения города центрального подчинения Пекин (КНР). Расположен к юго-западу от центра города. В 1153—1215 годах на этой территории размещался город Чжунду — столица чжурчжэньского государства Цзинь.
До революции 1911 года это был третий по величине из районов Пекина, находящийся внутри городских стен. Здесь жили представители низших классов. В ходе подготовки к Олимпийским играм 2008 года район был сильно перестроен, были снесены многие традиционные хутуны.
В 2010 году район Сюаньу был ликвидирован, а его территория перешла под юрисдикцию района Сичэн.

## Достопримечательности
- Храм Неба
- Мечеть Нюцзе
- Храм Фаюань
- Люличан
- Храм Чанчунь